# Dekanat Gdynia-Chylonia
Dekanat Gdynia-Chylonia – jeden z 24 dekanatów katolickich archidiecezji gdańskiej, obejmujący obszar gdyńskich dzielnic Cisowa, Pustki Cisowskie-Demptowo, Chylonia, Leszczynki, Grabówek. Dziekanem jest proboszcz parafii św. Jana Chrzciciela i św. Alberta Chmielowskiego w Gdyni – ks.  Marcin Mianowski. 

## Parafie
W skład dekanatu wchodzi 7 parafii:
1. Parafia Chrystusa Dobrego Pasterza w Gdyni – Gdynia, ul. Lniana 19
2. Parafia Matki Boskiej Różańcowej w Gdyni – Gdynia, ul. Chabrowa 8 A
3. Parafia Przemienienia Pańskiego w Gdyni – Gdynia, ul. Kcyńska 2
4. Parafia św. Jana Chrzciciela i św. Alberta Chmielowskiego w Gdyni – Gdynia, ul. Chylońska 129
5. Parafia św. Józefa w Gdyni – Gdynia, ul. Ramułta 13
6. Parafia św. Mikołaja w Gdyni – Gdynia, ul. św. Mikołaja 1
7. Parafia Świętej Rodziny w Gdyni – Gdynia, ul. Kołłątaja 40

## Sąsiednie dekanaty
Gdynia-Oksywie, Gdynia-Śródmieście, Kielno, Reda, Wejherowo